# Claoxylon australe
Espèce
Statut de conservation UICN

 LC  : Préoccupation mineure
Claoxylon australe est une espèce de la famille des Euphorbiaceae, connu sous le nom de brittlewood. Son aire de répartition indigène s'étend du Sud Est du Queensland à l'est de la Nouvelle-Galles du Sud dans la forêt tropicale.

## Description
C'est un arbuste ou petit arbre pouvant atteindre 9 mètres de hauteur et un diamètre de tronc de 30 cm. Le tronc est cylindrique ou quelque peu évasé au niveau de l'extrémité pour les plantes plus grandes. L'écorce est brun fauve ou grise, assez lisse avec quelques lignes de bosses verticales et d'autres irrégularités. Les branches sont souvent velues, vertes devenant fauves avec des lenticelles,.
Les feuilles sont alternes, simples et dentées de manière irrégulière. De forme oblongue ou elliptique, elles mesurent de 5 à 12 cm de long avec une pointe émoussée. Les pédoncules font de 1 à 4 cm de long. Généralement avec deux petites glandes à l'apex. La nervure centrale est plus pâle que la feuille elle-même, la nervation est plus évidente sous la feuille.
Les fleurs verdâtres se forment sur des racèmes aux mois d'octobre et de novembre. Claoxylon australe  étant dioïque, les fleurs mâles et femelles se trouvent sur des plantes séparées, Le fruit mûrit en janvier-mars et se présente sous la forme d'une capsule violette/noire. De forme globulaire, mesurant 6 mm de diamètre. Dans chacun des trois lobes de la capsule se trouve une graine rouge et verruqueuse. Ses fruits sont consommés par le coucou brun et le perroquet royal australien.

## Systématique
Le nom correct complet (avec auteur) de ce taxon est Claoxylon australe Baill..
Claoxylon australe a pour synonymes :
- Claoxylon australe var. dentata Benth.
- Claoxylon australe var. laxiflora Benth.
- Mercurialis australis (Baill.) Baill.